# Portada/article juny 15

## Catedral de Barcelona
La Catedral de la Santa Creu i Santa Eulàlia és la catedral gòtica de Barcelona, seu de l'arquebisbat de Barcelona. La catedral es va construir durant els segles xiii al xv al mateix lloc on hi havia hagut una catedral romànica, i encara abans una de paleocristiana. La façana d'estil neogòtic, no obstant això, és molt més moderna (segle XIX).
La catedral està dedicada a la Santa Creu i a Santa Eulàlia, patrona de Barcelona, una jove verge que, d'acord amb la tradició catòlica, va sofrir el martiri durant l'època romana. La dedicació del temple a la Santa Creu és una de les rares i més antigues del món cristià i probablement es remunta a mitjan segle VII. La dedicació a Santa Eulàlia es coneix des del 877, quan el bisbe Frodoí va localitzar les restes de la santa i les va traslladar solemnement a la catedral.